# Daniel Bernard Gross
Daniel Bernard Gross (ur. 28 sierpnia 1866 w Krakowie, zm. po 11 czerwca 1942 w KL Auschwitz) – polski adwokat, polityk, działacz ruchu spółdzielczego. W latach 1929–1935 senator z ramienia PPS.

## Życiorys
Ojciec Mojżesz Dawid był pośrednikiem handlowym a starszym bratem był Adolf Gross. W 1887 zdał maturę w Gimnazjum św. Anny w Krakowie. W latach 1887–1893 studiował prawo na Uniwersytecie Jagiellońskim uzyskując tytuł doktora praw. Po studiach prowadził praktykę adwokacką w Bielsku, a od 1900 w Białej. W 1907 kandydował bez powodzenia do Rady Państwa w Wiedniu. W 1907 przyczynił się do powstania męskiego Państwowego Seminarium Nauczycielskiego  w Białej. Był członkiem PPSD i organizatorem jej komórek powiatowych, od 1912 członek Komitetu Obwodowego PPSD w Bielsku. Przed 1914 był współtwórcą Kasy Chorych w latach 1921–1928 dyrektorem i  wieloletnim prezesem. W listopadzie 1918 wybrany na kierownika wydziału aprowizacyjnego w Powiatowym Komitecie Wykonawczym Polskiej Komisji Likwidacyjnej i do Wydziału Skarbowego tej komisji. Po I wojnie światowej wszedł w skład  Magistratu miasta Biała, do 1925 był wiceburmistrzem a następnie członkiem Tymczasowego Zarządu Gminnego i Rady Przybocznej, od 1929 był ławnikiem Rady Miejskiej. W 1918 był jednym z założycieli Tygodnika Bielskiego. W wyborach w 1928 został zastępcą senatora z listy PPS wszedł do Senatu RP na miejsce zmarłego w kwietniu 1929 Jana Englischa składając ślubowanie 30 grudnia 1929. Ponownie został wybrany senatorem w 1930. Krytykował kapitalizm, głosił hasła reformatorskie. Autor pracy Powojenna odbudowa i przebudowa gospodarcza Polski (1929). Jego zdaniem socjalizm w polskich warunkach musi poprzedzać rozwój demokracji parlamentarnej. Był autorem kilku prac z dziedziny ekonomii np. Powojenna odbudowa i przebudowa gospodarcza Polski (Kraków 1929) i wielu artykułów, publikowanych w prasie. Na początku wojny udzielał mu pomocy polityk endecki Edward Zajączek, który zorganizował możliwość przerzutu na Węgry, z czego Gross z powodu wieku nie skorzystał. Działał w ruchu oporu został aresztowany przez gestapo 24 lutego 1942 został przewieziony 11 czerwca 1942 do obozu koncentracyjnego Auschwitz, gdzie zginął w tym samym dniu lub nieco później. Jego żona Stefania była działaczką Towarzystwa Przyjaciół Dzieci, adoptowany syn Kazimierz ukończył stomatologię, zginął w obronie Warszawy we wrześniu 1939.